# So Long, Marianne (Fernsehserie)
So Long, Marianne ist eine deutsch-kanadisch-norwegische Fernsehserie, die von der Liebesgeschichte zwischen dem kanadischen Sänger und Dichter Leonard Cohen und der Norwegerin Marianne Ihlen handelt. Die Serie ist seit dem 22. September 2024 in der ARD Mediathek abrufbar.

## Handlung
Basierend auf Tatsachen erzählt „So long, Marianne“ die Liebesgeschichte zwischen Leonard Cohen und Marianne Ihlen in den 1960er Jahren.
Der Film zeigt auch das Leben von Cohen im Chelsea Hotel in New York und seine ersten Plattenaufnahmen (1966) und Auftritte mit Judy Collins. Er endet mit dem Aufstieg von Cohen zum „Popstar“ und seiner ersten Tour 1970.

## Synchronisation
Die deutsche Synchronisation entsteht unter dem Dialogbuch und der  Dialogregie von Christoph Krix durch die Synchronfirma Studio Hamburg Synchron GmbH in Hamburg.

### Besetzung
| Rollenname     | Schauspieler         | Synchronsprecher     | Episoden  |
| -------------- | -------------------- | -------------------- | --------- |
| Leonard Cohen  | Alex Wolff           | Pascal Houdus        | 1.01–1.08 |
| Marianne Ihlen | Thea Sofie Loch Næss | Leonie Landa         | 1.01–1.08 |
| Charmian Clift | Anna Torv            | Christin Marquitan   | 1.01–1.08 |
| Allen Ginsberg | Ben Lloyd-Hughes     | Tim Grobe            | 1.01–1.08 |
| Axel Jensen    | Jonas Strand Gravli  | Flemming Stein       | 1.01–1.08 |
| Irving Layton  | Peter Stormare       | Hanns Jörg Krumpholz | 1.01–1.08 |
| Andy Warhol    | Sid Phoenix          | Jens Wawrczeck       |           |
| David Crosby   | Will Bliss           | Jens Wendland        |           |

## Hintergrund
Der Titel ist Cohens So Long, Marianne entliehen. Es ist eine Produktion der Redpoint Productions, Connect3 Media, Tanweer Productions in Zusammenarbeit mit Buccaneer in Ko-Produktion mit NRK, Bell Media, Cineflix Rights, Nadcon, NDR, SWR und WDR, gefördert durch das MEDIA-Programm der Europäischen Union. Die Serie wurde koproduziert im Rahmen der FabFiction-Initiative von NDR, SWR und WDR. Die Erstausstrahlung fand am 2. Oktober 2024 im NDR statt.